# Mops tomensis
Mops tomensis, vaak ook als Chaerephon tomensis aangeduid, is een zoogdier uit de familie van de bulvleermuizen (Molossidae). De wetenschappelijke naam van de soort werd voor het eerst geldig gepubliceerd door Juste & Ibáñez in 1993.

## Voorkomen
De soort is endemisch op het eiland Sao Tomé in de golf van Guinee ten westen van Afrika. Van de vleermuis is zeer weinig bekend, exemplaren zijn slechts op twee locaties aangetroffen, te weten Praia das Conchas (in het district Lobata in het droge noorden van het eiland) en Água-Izé (in het district Cantagalo in het nattere oosten van het eiland). Het lijkt een zeldzame soort te zijn die vermoedelijk met de nauw verwante, en meer algemene soort Mops pumilus (ook Chaerephon pumila genoemd) concurreert.